# Roodrandkapoentje
Het roodrandkapoentje (Scymnus auritus) is een kever uit de familie van de lieveheersbeestjes (Coccinellidae).
De imago wordt 2 tot 2,5 mm lang. De gedrongen kever is grotendeels zwart. Bij het vrouwtje zijn alleen de kop, de tasters, antennes en poten oranjerood (met zwarte ogen). Bij het mannetje is ook het halsschild gedeeltelijk oranjerood. De dekschilden zijn behaard.
De kever leeft voornamelijk in eiken, maar ook in dennen, kastanjes, pruimenbomen en lindes. De soort eet van mijten uit de geslachten Tetranychus en Phylloxera en de soort Eucallipterus tiliae.
De soort komt voor in het Palearctisch gebied.